# Flammesangfluesnapper
Flammesangfluesnapper (latin: Petroica phoenicea) er en spurvefugl, der lever i det sydøstlige Australien og på Tasmanien.